# Амбутія (чайний сад)
26°52′37″ пн. ш. 88°14′53″ сх. д. / 26.87694° пн. ш. 88.24806° сх. д.
Чайний сад Амбутія (англ. Ambootia Tea Estate, Ambootia Tea Garden) — приватне господарство, що вирощує чай. Знаходиться в окрузі Дарджилінг, штат Західний Бенгал, Індія.

## Продукція
Амбутія виробляє виключно високоякісні традиційні дарджилінги: чорний, зелений, улун, білий. Особливо популярним є чорний чай другого збирання ґатунку FTGFOP та вище, та зелений мусонний чай. Виробляється як листовий, так і ламаний, різаний, крихтовий чай. Площа чайних насаджень — 340 га, а загальна площа саду — 972 га. Чай вирощують на висоті 950—1450 м над рівнем моря приблизно 911 працівників. Річне виробництво — 175—250 т.

## Інфраструктура
Молочна ферма дає органічне добриво та молочні продукти для працівників. На території господарства діє школа.

## Історія
- 1861 — британці заснували чайний сад Амбутія
- 1992 — сад одним з перших в Індії отримав органічний (IMO) та біодинамічний (Demeter) сертифікати
- 1994 — Амбутія отримала сертифікат Справедливої торгівлі.

## Сертифікація
- Продукція Амбутії сертифікована за системами контролю за безпекою продуктів харчування HACCP та SQF.
- Сад має органічні сертифікати FAO, IMO, USDA, CFC, JAS, India Organic.
- Є членом системи Справедливої торгівлі, та має сертифікат Fairtrade Labelling Organisations International.